# 364. Infanterie-Division (Wehrmacht)
La 364. Infanterie-Division fu una divisione programmata dell'esercito tedesco che venne creata verso la fine del 1943 ed il cui schieramento venne annullato nel gennaio 1944.

## Storia
La formazione della divisione era prevista per novembre 1943. Il personale sarebbe dovuto provenire dalla ormai sciolta 355. Infanterie-Division, ma fu usato per la 77. Infanterie-Division.

## Ordine di battaglia
- Grenadier-Regiment 971
- Grenadier-Regiment 972
- Grenadier-Regiment 973
- Artillerie-Regiment 364
- Pionier-Bataillon 364
- Feldersatz-Bataillon 364
- Panzerjäger-Abteilung 364
- Füsilier-Bataillon 364
- Divisions-Nachrichten-Abteilung 364
- Divisions-Nachschubführer 364[1]

## Comandanti
- Generalleutnant Walter Poppe (15 dicembre 1943 - 21 gennaio 1944)[1]